# Терми Деція
Те́рми Де́ція (лат. Thermae Decianae) —  давньоримські терми (бальні), що були споруджені на Авентинському пагорбі за часів правління імператора Деція. Їхнє будівництво закінчилось чи то в 249, чи то в 252 році. На сьогодні від терм залишились тільки руїни.

## Історія
Терми були збудовані з метою обслуговування знатних і заможних мешканців Авентинського кварталу на відміну від сусідніх терм Каракалли, розрахованих для масового користування. В 410 році зазнали руйнувань під час захоплення Риму вестготами під командуванням Аларіха I. Відомо, що терми були реставровані щонайменше двічі: за часів правління Констанція I або Констанція II  та в 414 — 415 роках за правління Гонорія міським префектом Цециною Децієм Агінацієм Альбіном. Втім, напевне, терми були остаточно зруйновані 455 року під час захоплення Риму вандалами.

## Опис
Сьогодні терми знаходяться під площею Темпіо ді Діана та під Казале Торлонія, де є деякі залишки. Вони розташувалось між сучасними церквами Санті-Боніфаціо-е-Алессіо та Санта-Пріска. Основний комплекс мав розміри 70×35 м. Посередині розташовувалася апсида, яка належала залі на південному розі. З часом під час розкопок було знайдено багато творів мистецтва, зокрема малий «Геракл у зеленому» або рельєф сплячого Ендіміона.
Стіни будівлі майже сітчасті, зі слідами оздоби з фальшивими мармуровими вкрапленнями у фарбі та ліпнині, що відповідає Першому Помпейському стилю. Це свідчить, що його продовжували застосовувати навіть у середині III ст. Будівля також прикрашена численними мозаїками та квадратними картинами з різними речами (маски, квіти, пейзажі).